# Eurhopalothrix platisquama
Eurhopalothrix platisquama é uma espécie de formiga do gênero Eurhopalothrix, pertencente à subfamília Myrmicinae.